# باتسي
عائلة باتسي (بالإيطالية: Pazzi)‏ كانت عائلة نبيلة توسكانية تخلت عن ألقابها كي ينتخب أعضاؤها للمناصب العامة. كانت تجارتهم الرئيسية خلال القرن الخامس عشر مصرفية. ارتبط اسم العائلة بمؤامرة باتسي لاغتيال جوليانو دي ميديشي بالتزامن عم محاولة قتل شقيقه لورينزو دي ميديشي في 26 أبريل 1478.